# Attentato di Yehud
L'attentato di Yehud fu un attacco a una casa civile nel villaggio di Yehud, effettuato da una squadra di fedayyin palestinesi il 12 ottobre 1953. Tre civili ebrei israeliani vennero uccisi nell'attacco, tra cui una bambina di 3 anni e un bambino di un anno e mezzo.

## L'attacco
Lunedì 12 ottobre 1953, una squadra palestinese di fedayyin si infiltrò in Israele dalla Giordania. I militanti raggiunsero il villaggio ebraico di Yehud, situato a circa 13 chilometri ad est di Tel Aviv, e lanciarono una granata in una casa di civili.
Una donna ebrea, Suzanne Kinyas, ed i suoi due figli (una bambina di 3 anni e un bambino di 1 anno e mezzo) vennero uccisi.
Le tracce dei responsabili dell'attacco portavano al villaggio palestinese di Rantis, allora sotto il controllo della Giordania, situato a circa 8 chilometri a nord di Qibya.
L'attacco scioccò l'opinione pubblica israeliana, sia per il fatto che si trattava del primo attacco terroristico commesso nel centro di Israele, sia perché le vittime dell'attacco erano una donna e i suoi bambini, uccisi nel sonno.

## La rappresaglia israeliana
Sebbene il comandante della Legione araba (come erano conosciute all'epoca le forze armate della Giordania), Glubb Pasha, avesse promesso che la Giordania avrebbe catturato i colpevoli e assicurato alla giustizia, la mattina del 13 ottobre una decisione venne presa dal primo ministro israeliano David Ben Gurion, dal capo di stato maggiore Mordechai Maklef, dal suo vice Moshe Dayan e dal ministro della difesa in carica Pinhas Lavon, di ritorsioni in risposta all'attacco di Yehud. Circa 130 soldati dell'IDF parteciparono alla rappresaglia denominata in codice Operazione Shoshana (il nome della bambina di tre anni uccisa nell'attacco di Yehud), guidata da Ariel Sharon. Le forze dell'IDF arrivarono al villaggio di Qibya,  lanciarono granate e spararono attraverso le finestre e le porte delle case, facendo poi saltare in aria 45 case, una scuola ed una moschea. Circa 60 civili, per lo più donne e bambini, furono uccisi.
L'atto venne condannato dal Dipartimento di Stato degli Stati Uniti, dal Consiglio di sicurezza delle Nazioni Unite e dalle comunità ebraiche di tutto il mondo.